# Gashiha
Gashiha är ett periodiskt vattendrag i Burundi.   Det ligger i provinsen Muyinga, i den norra delen av landet, 120 kilometer nordost om huvudstaden Bujumbura.
Omgivningarna runt Gashiha är en mosaik av jordbruksmark och naturlig växtlighet. Runt Gashiha är det tätbefolkat, med 383 invånare per kvadratkilometer.